# Hà Tiên
Hà Tiên – miasto w południowym Wietnamie, w prowincji Kiên Giang, w regionie Delta Mekongu. Na zachodzie miasto graniczy z Kambodżą.